# Раденковић (Сремска Митровица)
Уколико сте мислили на српско презиме, погледајте чланак Раденковић (презиме).
Раденковић је насеље у Србији у општини Сремска Митровица у Сремском округу, иако се налази на подручју Мачве. Према попису из 2022. било је 802 становника.

## Демографија
У насељу Раденковић живи 825 пунолетних становника, а просечна старост становништва износи 39,0 година (39,0 код мушкараца и 39,0 код жена). У насељу има 295 домаћинстава, а просечан број чланова по домаћинству је 3,68.
Ово насеље је великим делом насељено Србима (према попису из 2002. године), а у последња три пописа, примећен је пораст у броју становника.
|  |

| Демографија | Демографија | Демографија |
| Година      | Становника  | Становника  |
| ----------- | ----------- | ----------- |
| 1948.       | 1.134       |             |
| 1953.       | 1.169       |             |
| 1961.       | 1.161       |             |
| 1971.       | 1.105       |             |
| 1981.       | 1.040       |             |
| 1991.       | 1.076       | 1.069       |
| 2002.       | 1.086       | 1.113       |

| Етнички састав према попису из 2002.‍ | Етнички састав према попису из 2002.‍ | Етнички састав према попису из 2002.‍ | Етнички састав према попису из 2002.‍ | Етнички састав према попису из 2002.‍ |
| ------------------------------------ | ------------------------------------ | ------------------------------------ | ------------------------------------ | ------------------------------------ |
|                                      |                                      |                                      |                                      |                                      |
| Срби                                 | Срби                                 |                                      | 1.031                                | 94,93%                               |
| Роми                                 | Роми                                 |                                      | 48                                   | 4,41%                                |
| Хрвати                               | Хрвати                               |                                      | 1                                    | 0,09%                                |
| Југословени                          | Југословени                          |                                      | 1                                    | 0,09%                                |
| непознато                            | непознато                            |                                      | 5                                    | 0,46%                                |

| Година пописа     | 1948. | 1953. | 1961. | 1971. | 1981. | 1991. | 2002. |
| ----------------- | ----- | ----- | ----- | ----- | ----- | ----- | ----- |
| Број домаћинстава | 205   | 218   | 228   | 264   | 269   | 310   | 295   |

| Број чланова      | 1  | 2  | 3  | 4  | 5  | 6  | 7  | 8 | 9 | 10 и више | Просек |
| ----------------- | -- | -- | -- | -- | -- | -- | -- | - | - | --------- | ------ |
| Број домаћинстава | 39 | 55 | 43 | 60 | 42 | 40 | 12 | 2 | 2 | 0         | 3,68   |

| Пол    | Укупно | Неожењен/Неудата | Ожењен/Удата | Удовац/Удовица | Разведен/Разведена | Непознато |
| ------ | ------ | ---------------- | ------------ | -------------- | ------------------ | --------- |
| Мушки  | 436    | 110              | 300          | 18             | 8                  | 0         |
| Женски | 437    | 73               | 290          | 65             | 8                  | 1         |
| УКУПНО | 873    | 183              | 590          | 83             | 16                 | 1         |

| Пол    | Укупно                    | Пољопривреда, лов и шумарство | Рибарство                            | Вађење руде и камена | Прерађивачка индустрија       |
| ------ | ------------------------- | ----------------------------- | ------------------------------------ | -------------------- | ----------------------------- |
| Мушки  | 294                       | 214                           | 0                                    | 0                    | 46                            |
| Женски | 182                       | 160                           | 0                                    | 0                    | 2                             |
| УКУПНО | 476                       | 374                           | 0                                    | 0                    | 48                            |
| Пол    | Производња и снабдевање   | Грађевинарство                | Трговина                             | Хотели и ресторани   | Саобраћај, складиштење и везе |
| Мушки  | 1                         | 8                             | 8                                    | 1                    | 4                             |
| Женски | 0                         | 0                             | 7                                    | 0                    | 3                             |
| УКУПНО | 1                         | 8                             | 15                                   | 1                    | 7                             |
| Пол    | Финансијско посредовање   | Некретнине                    | Државна управа и одбрана             | Образовање           | Здравствени и социјални рад   |
| Мушки  | 0                         | 0                             | 3                                    | 1                    | 1                             |
| Женски | 0                         | 0                             | 2                                    | 2                    | 4                             |
| УКУПНО | 0                         | 0                             | 5                                    | 3                    | 5                             |
| Пол    | Остале услужне активности | Приватна домаћинства          | Екстериторијалне организације и тела | Непознато            | Непознато                     |
| Мушки  | 3                         | 0                             | 0                                    | 4                    | 4                             |
| Женски | 0                         | 0                             | 0                                    | 2                    | 2                             |
| УКУПНО | 3                         | 0                             | 0                                    | 6                    | 6                             |

## Галерија
- Сеоска школа
- Дом културе
- Спомен-плоча на Дому
- Спомен-плоча на Дому
- Зграда Народног купатила
- Црква свих Светих
- Зграда некадашњег Дома здравља